# 焼杉

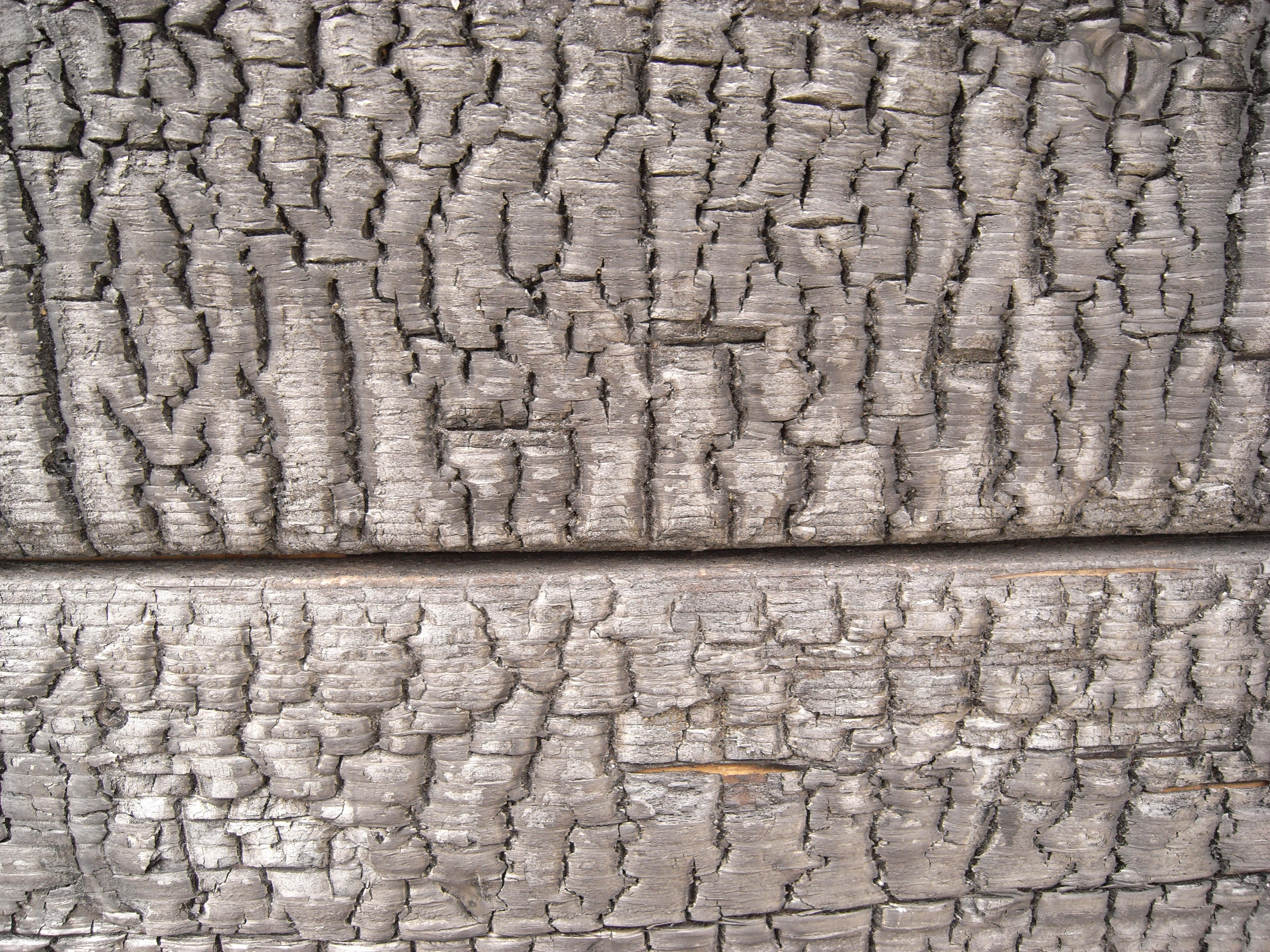
焼杉の表面

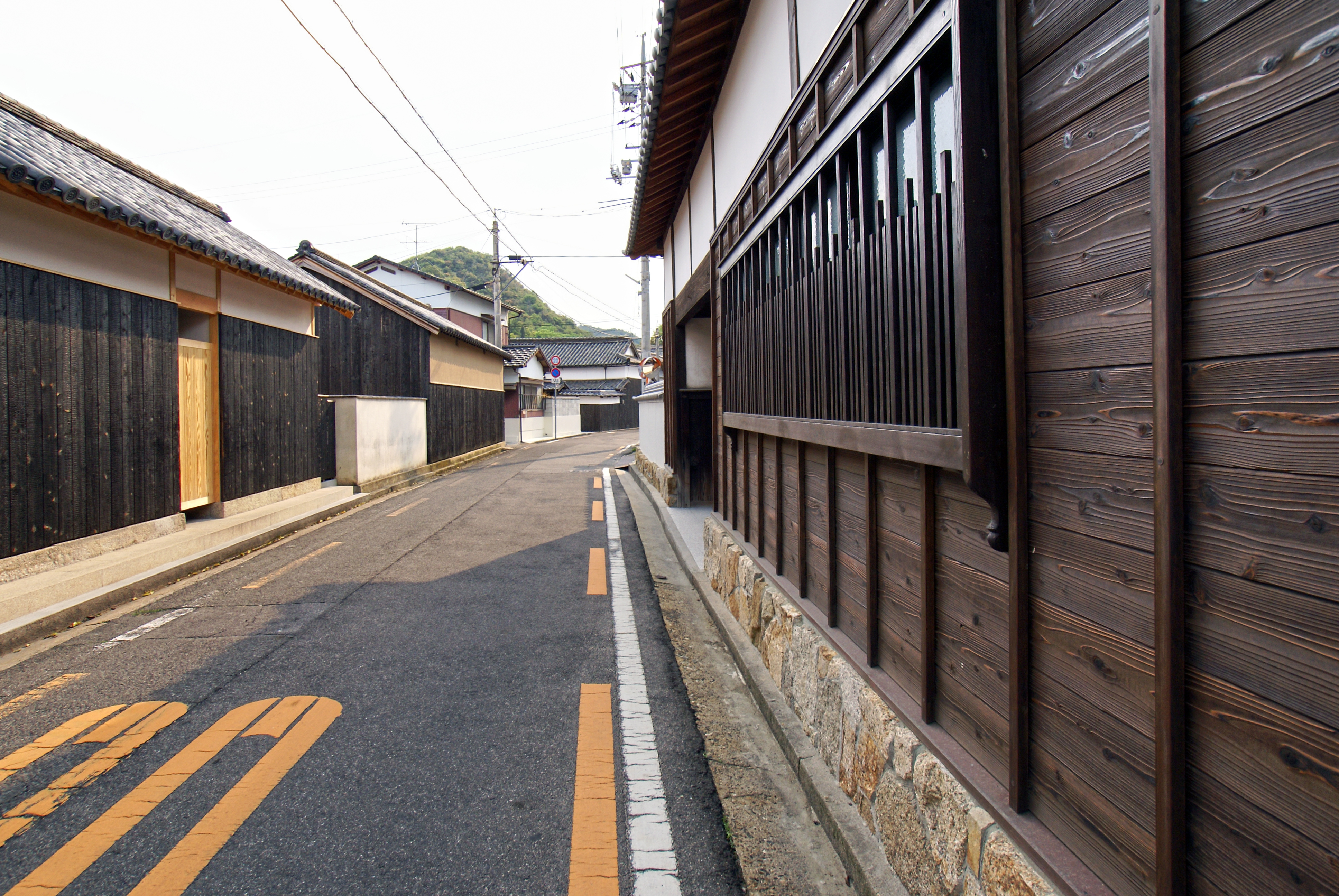
香川県香川郡直島町の街並み

焼杉 （やきすぎ）とは、耐久性を増すために、杉板の表面を焼き焦がし炭素層を人為的に形成したもの。焼板ともいう。滋賀県より西の地域で使用される伝統技法で、外壁の下見板や土中に埋まる土留め板などに用いられる。東日本には伝わっておらず、関東地方で同様の仕上げをする場合には墨を塗る手法が用いられる。真っ黒な仕上げは世界的にも珍しいが、その起源や西日本にしか伝わっていない理由についてはあきらかになっていない。
1973年（昭和48年）、当時の建築現場と建築デザインの変化を受け、外壁材として使われなくなった焼杉の復興と使用目的の少なかった杉中目材（直径約20－30㎝）の外壁への活用の為に、有限会社共栄木材工業（現：株式会社共栄木材）の西下芳雄が焼杉の工場生産用の機械を考案し、生産を始めた。その後、焼杉は広く瀬戸内海地方を中心に使われ始め、生産拠点も西日本各地に広がり、焼杉の使用地域が瀬戸内地方から岡山・京都など関西圏まで拡大した。その後、同氏の発案により、表面の炭を落としたタイプの焼杉が特に京都を中心に拡がり、日本建築に大きな影響を与えた。その後、焼杉の文化は、西日本以外の地域でも認知されるようになり、現在では「YAKISUGI」として市場は海外へと拡大している。なお、「SHO SUGI BAN」という間違った発音も普及しているが、その理由については明らかになっていない。

## 製造方法
焼杉の製造は以下の手順で行われる。かつては現場で大工が焼いていた。
1. 杉板三枚を三角柱型に組み合わせ、燃えないよう濡らした縄で縛る。その際、縄と板の間に楔を差し込み締める。
2. 丸めた新聞紙を三角柱の端に詰めて点火する。かつては新聞紙ではなく、鉋屑が使われていた。
3. 三角柱を立てると、煙突状になった板の内側が燃え始める。炎の出が弱い箇所には、板と板の間に鎌を差し込んで隙間をこじ開け、空気を送り込む。
4. 板の表面が十分に焼けたら、三角柱を寝かせて縄を解き、水に入れて冷やす。燃焼時間は5分程度。

バーナーで焼いた焼杉も流通している。手焼きの焼杉は60年から70年もつのに対し、バーナーの場合は焼きが浅い分だけ表面の炭化層が早く落ちてしまい長持ちしない。

## 現代建築での使用例
建築史家で建築家でもある藤森照信は、養老昆虫館やラムネ温泉館など焼杉を使用した作品を設計している。

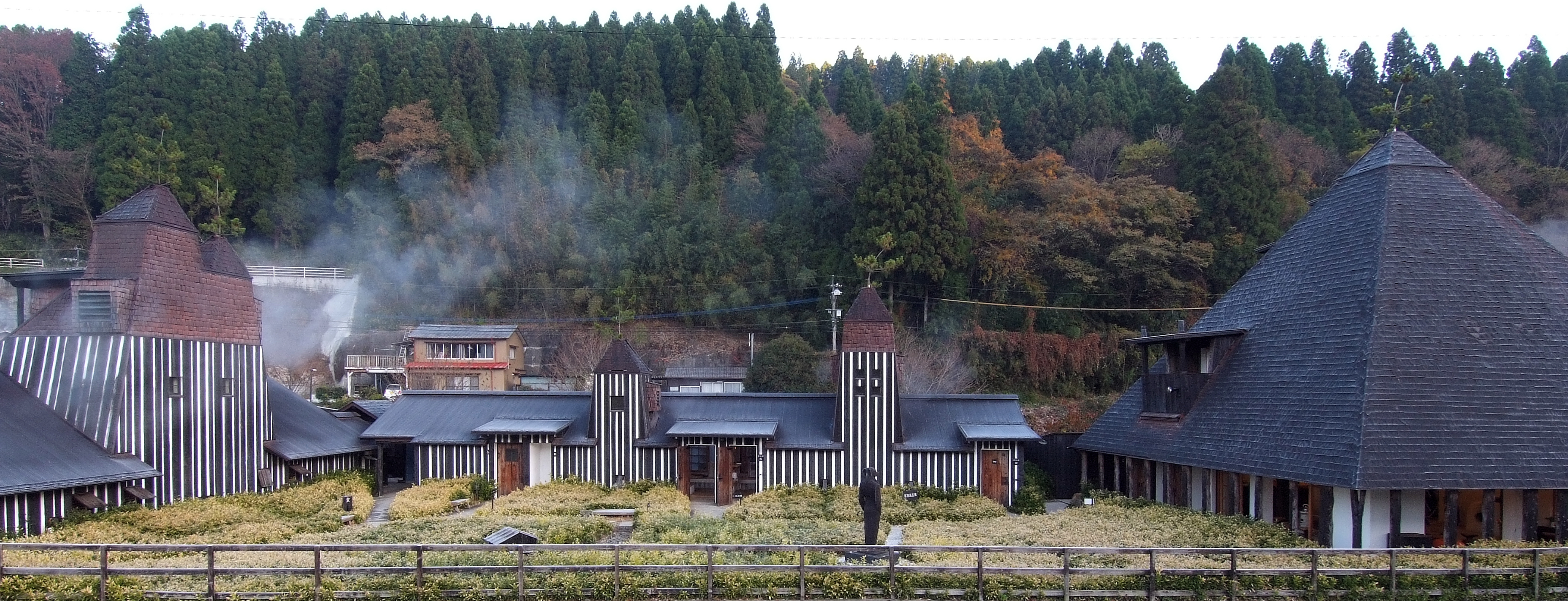
ラムネ温泉館
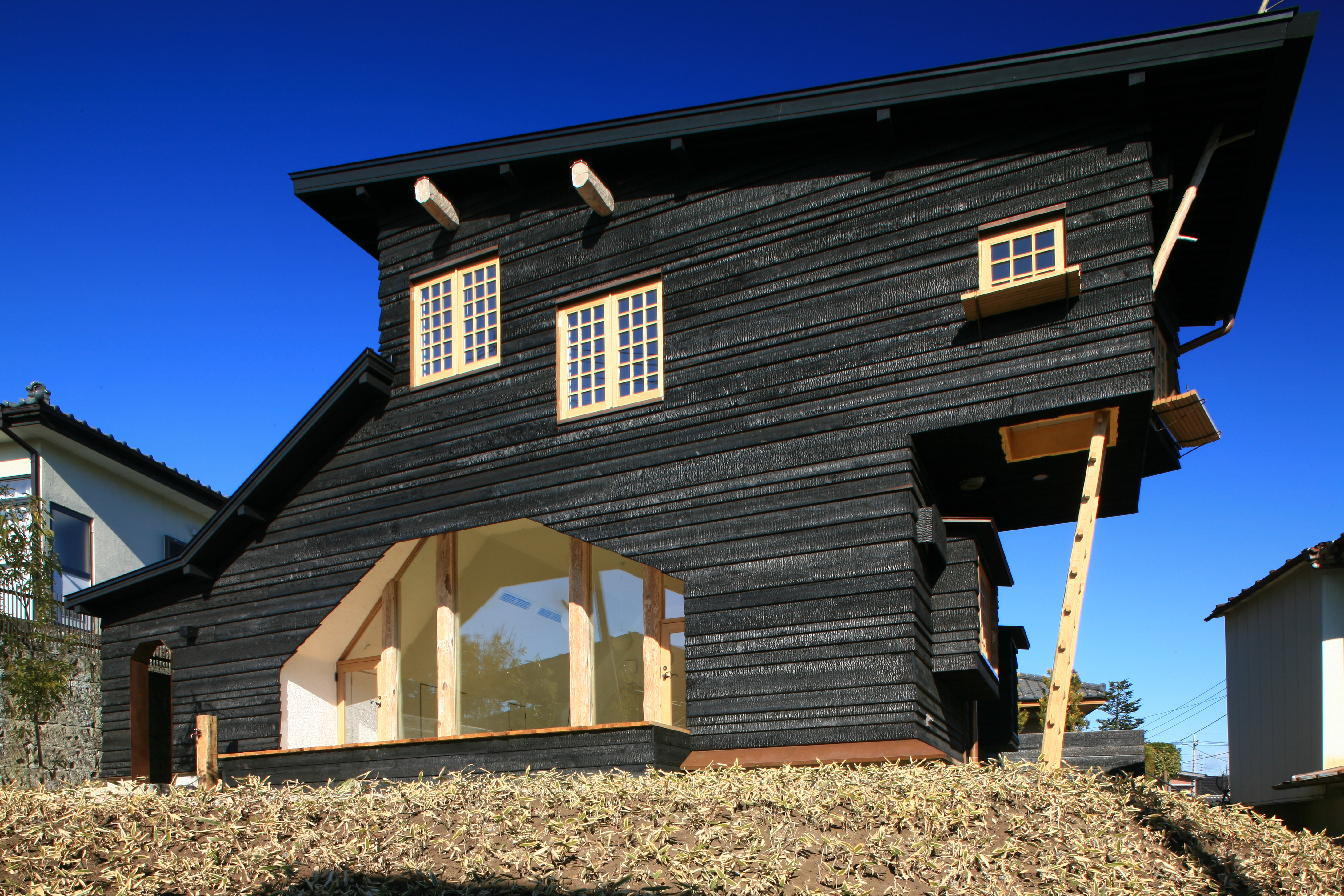
コールハウス

隈研吾は、外壁に焼杉を使用したCOMICO ART MUSEUM YUFUINを設計している。
中村好文＋レミングハウスは、外壁に炭を落とした焼杉を使用した伊丹十三記念館を設計している。